# Crocus pallasii
Crocus pallasii is een bolgewas uit de lissenfamilie (Iridaceae). De wetenschappelijke naam werd gepubliceerd door Karl Ludwig Goldbach in 1817.

## Kenmerken
De soort heeft groeit tot een lengte tussen 8 en 16 cm. De bloemen zijn groot, hebben een diameter van 4 tot 4,5 cm en zijn paarsroze gekleurd. De meeldraden zijn geel. Bloeit in oktober en november.

## Verspreiding
Crocus pallasii komt voor op in het oostelijke Middellandse Zeegebied, de Balkan, de Krim en Klein-Azië. Groeit op steppen, heuvels, open plekken en rotsachtige hellingen.

## Synoniemen
De volgende synoniemen komen soms voor:
- Crocus campestris Herb.
- Crocus elwesii (Maw) O.Schwarz
- Crocus hybernus Friv.
- Crocus libanoticus Mouterde
- Crocus macrobolbos Jovet & Gomb.
- Crocus olbanus Siehe
- Crocus pallasianus Herb.
- Crocus thiebautii Mouterde

... · 
C. chrysanthus (Vroege krokus) · 
C. pallasii · 
C. sativus (Saffraankrokus) · 
C. tommasinianus (Boerenkrokus) · 
C. vernus (Bonte krokus) · 
...